# Fenerivia heteropetala
Fenerivia heteropetala är en kirimojaväxtart som beskrevs av Friedrich Ludwig Diels. Fenerivia heteropetala ingår i släktet Fenerivia och familjen kirimojaväxter. Inga underarter finns listade i Catalogue of Life.